# Осиновый Мыс
Оси́новый Мыс — посёлок в Богучанском районе Красноярского края России. Административный центр и единственный населённый пункт Осиновомысского сельсовета.

## География
Посёлок находится в северо-восточной части края, на правом берегу реки Чуна на расстоянии приблизительно 94 км (по прямой) к юго-юго-западу (SSW) от села Богучаны, административного центра района. Абсолютная высота — 169 м над уровнем моря.

## История
Посёлок Осиновый Мыс был основан в 1948 году.

## Население
| 2010 | 2012  | 2013  | 2014  | 2015  | 2016  | 2017  |
| ---- | ----- | ----- | ----- | ----- | ----- | ----- |
| 1671 | ↘1659 | ↘1607 | ↘1600 | ↘1539 | ↘1514 | ↘1498 |

Гендерный состав
По данным Всероссийской переписи населения 2010 года в гендерной структуре населения мужчины составляли 48,5 %, женщины — соответственно 51,5 %.
Национальный состав
Согласно результатам переписи 2002 года, в национальной структуре населения русские составляли 92 % из 1904 чел.

## Улицы
| - пер. Аптечный, - ул. Береговая, - пер. Больничный, - пер. Береговая, | - ул. Комарова, - пер. Лесной, - ул. Нагорная, - ул. Новооктябрьская, | - ул. Октябрьская, - пер. Почтовый, - ул. Советская, - ул. Чуноярская. |

## Инфраструктура
В посёлке функционируют средняя общеобразовательная школа, детский сад, врачебная амбулатория (филиал Богучанской районной больницы), библиотека, сельский дом культуры и отделение Почты России.